# مركز المجر

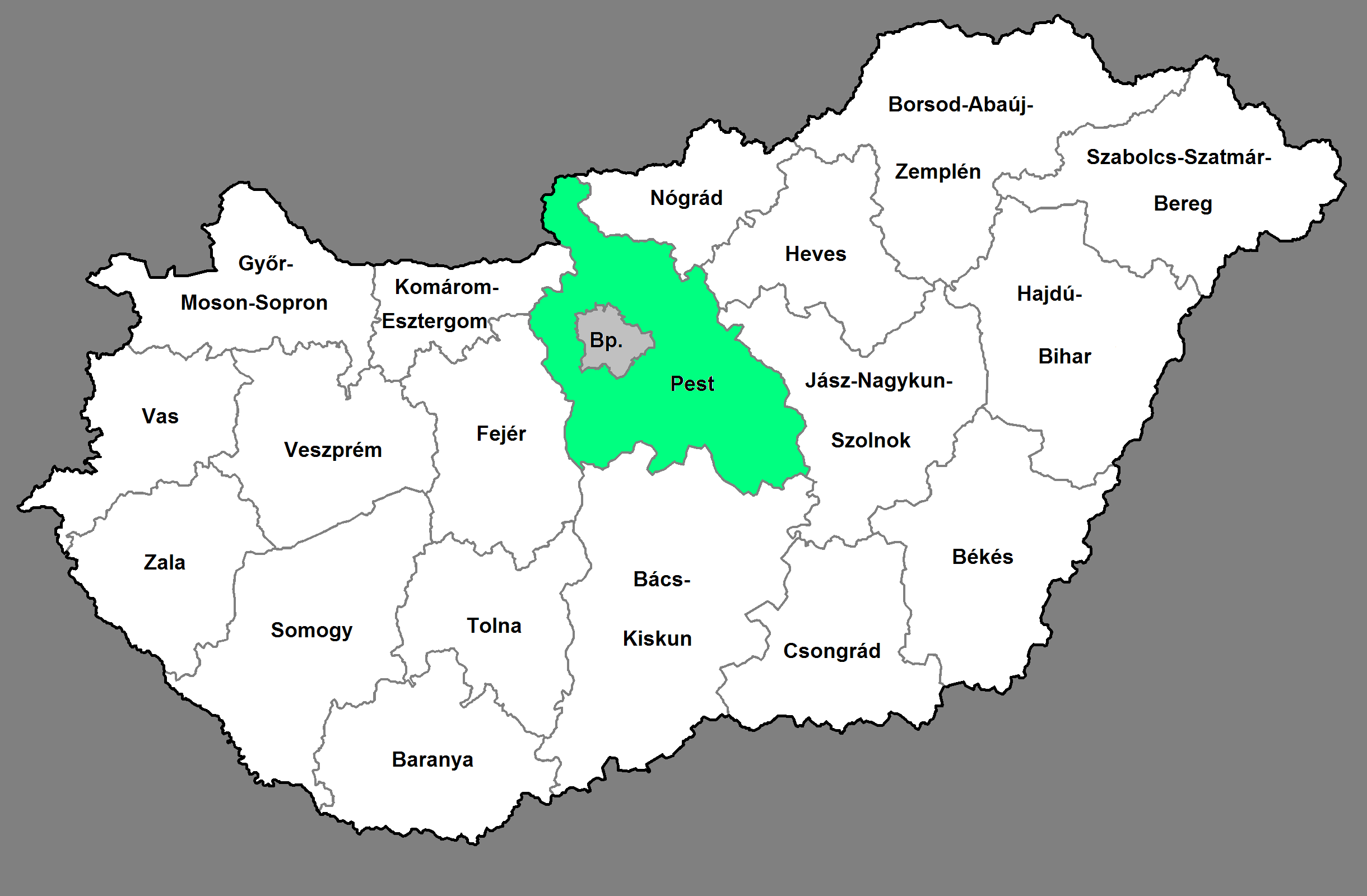
خريطة مركز المجر

مركز المجر (بالمجرية: Közép-Magyarország) هي واحدة من سبع مناطق بالمجر المحددة منذ 1966 والتي تشمل مقاطعة بشت و مدينة بودابست وهي عاصمة المجر. وهذا يعد من اسباب تسمية هذه المنطقة بمركز المجر.